# Christophe Payet
Pour les articles homonymes, voir Payet.
Christophe Payet, né le 10 janvier 1940 à Cilaos (La Réunion), est un homme politique français. Membre du Parti socialiste (PS), il est président du conseil général de La Réunion de 1994 à 1998 et député de 2002 à 2007.

## Biographie
Professeur de sciences au collège, il s'engage très tôt au Parti socialiste (PS). Il fait d'ailleurs partie des membres fondateurs de la fédération socialiste de La Réunion.
En 1983, il devient maire de Petite-Île après que sa liste a remporté les élections municipales dès le premier tour de scrutin. Il entre la même année au conseil régional de La Réunion.
Élu conseiller général dans le canton de Petite-Île en 1988, il préside le conseil général de La Réunion de 1994 à 1998. Il est réélu lors des élections cantonales de 2001 mais démissionne l'année suivante pour cause de cumul des mandats.
Lors des élections législatives de 2002, il est élu député dans la 4e circonscription de La Réunion dès le premier tour avec 50,3 % des suffrages exprimés, notamment face à David Lorion (UMP). Il siège au sein du groupe socialiste à l'Assemblée nationale. Il ne se représente pas aux élections législatives de 2007, qui voient la victoire du socialiste Patrick Lebreton au second tour.
Après quatre mandats consécutifs, il ne se représente pas aux élections municipales de 2008 à Petite-Île et désigne Serge Hoarau comme successeur. Ce dernier est cependant battu au second tour par Guito Ramoune, candidat officiel du PS.

## Détail des mandats et fonctions

### À l’Assemblée nationale
- 19 juin 2002 – 19 juin 2007 : député de la 4e circonscription de La Réunion.

### Au niveau local
- 14 mars 1983 – 16 mars 2008 : maire de Petite-Île.
- 3 octobre 1988 – 1er novembre 2002 : conseiller général de La Réunion (élu dans le canton de Petite-Île).
- 23 mars 1992 – 15 mars 1998 : conseiller régional de La Réunion.
- 4 avril 1994 – 30 mars 1998 : président du conseil général de La Réunion.

## Décorations
- Chevalier de la Légion d'honneur (1998)[8].